# Al Jackson Jr.
Albert J. Jackson Jr. (Memphis, 27 novembre 1935 – Memphis, 1º ottobre 1975) è stato un batterista e musicista statunitense.
Fondatore dei Booker T. & the MG's, Jackson è stato inserito nella Memphis Music Hall of Fame nel 2015 e nella Rock and Roll Hall of Fame come membro dei Booker T. & the MG's nel 1992.
Nella sua carriera ha militato e collaborato anche con altri artisti e in altri gruppi, tra cui Bar-Kays e Al Green (come Let's Stay Together e I'm Still in Love with You), ma anche con Elvis Presley, Otis Redding, Bill Withers, Albert King, Wilson Pickett, Leon Russell, Eric Clapton, Aretha Franklin, Rod Stewart, Shirley Brown, Donny Hathaway.

## Discografia
Booker T. & the M.G.'s
- Green Onions (Stax Records, 1962)
- Soul Dressing (Stax Records, 1965)
- And Now! (Stax Records, 1966)
- In the Christmas Spirit (Stax Records, 1966)
- Hip Hug-Her (Stax Records, 1967)
- Doin' Our Thing (Stax Records, 1968)
- Soul Limbo (Stax Records, 1968)
- UpTight (Stax Records, 1969) - colonna sonora del film Tradimento
- The Booker T. Set (Stax Records, 1969)
- McLemore Avenue (Stax Records, 1970)
- Melting Pot (Stax Records, 1971)

 Otis Redding
- Pain in My Heart (Atco Records, 1964)
- The Great Otis Redding Sings Soul Ballads (Volt Records, 1965)
- Otis Blue: Otis Redding Sings Soul (Volt Records, 1965)
- The Soul Album (Volt Records, 1966)
- Complete & Unbelievable: The Otis Redding Dictionary of Soul (Volt Records, 1966)
- King & Queen (Volt Records, 1967)
- The Dock of the Bay (Volt Records, 1968)

 Donny Hathaway
- Donny Hathaway (Atco Records, 1971)

 Al Green
- Let's Stay Together (Hi Records, 1972)
- I'm Still in Love with You (Hi Records, 1972)
- Call Me (Hi Records, 1973)
- Livin' for You (Hi Records, 1973)

 Shirley Brown
- Woman to Woman (Truth Records, 1974)

 David Porter
- Victim of the Joke? An Opera (Enterprise Records, 1971)

 Rod Stewart
- Atlantic Crossing (Warner Bros. Records, 1975)
- A Night on the Town (Warner Bros. Records, 1976)

 Bill Withers
- Just as I Am (Sussex Records, 1971)

 Delaney & Bonnie
- Home (Stax Records, 1969)

 William Bell
- The Soul of a Bell (Stax Records, 1967)
- Bound to Happen (Stax Records, 1969)
- Relating (Stax Records, 1974)

 Alan Gerber
- The Alan Gerber Album (Shelter Records, 1971)

 Mavis Staples
- Mavis Staples (Volt Records, 1969)
- Only for the Lonely (Volt Records, 1970)

 Aretha Franklin
- Young, Gifted and Black (Atlantic Records, 1972)

 Albert King
- Born Under a Bad Sign (Stax Records, 1967)
- Years Gone By (Stax Records, 1969)
- The Blues Don't Change (Stax Records, 1974)

 Eric Clapton
- 461 Ocean Boulevard (RSO Records, 1974)

 Wilson Pickett
- In the Midnight Hour (Atlantic Records, 1965)
- The Exciting Wilson Pickett (Atlantic Records, 1966)

 Eddie Floyd
- Knock on Wood (Stax Records, 1967)

Elvis Presley
- Raised on Rock/For Ol' Times Sake (RCA Records, 1973)

 Carla Thomas
- Memphis Queen (Stax Records, 1969)
- Love Means... (Stax Records, 1971)

 Leon Russell
- Will O' the Wisp (Shelter Records, 1975)